# Siccia taprobanis
Siccia taprobanis är en fjärilsart som beskrevs av Walker 1854. Siccia taprobanis ingår i släktet Siccia och familjen björnspinnare. Inga underarter finns listade i Catalogue of Life.